# Andrena seitzi
Andrena seitzi är en biart som beskrevs av Johann Dietrich Alfken 1935. Andrena seitzi ingår i släktet sandbin, och familjen grävbin. Inga underarter finns listade i Catalogue of Life.